# 安慶蕪湖戰鬥
安慶蕪湖戰鬥發生於1939年12月28日－1940年2月7日，地點則是在中國皖南一帶。是抗日戰爭主要戰鬥之一，交戰一方為中華民國國民革命軍，另一方則為日軍。